# Raymond Gay
Pour les articles homonymes, voir Gay (patronyme).
Raymond Gay (né le 15 janvier 1945 à Roanne, ou Céron) est un coureur cycliste français, actif dans les années 1960 et 1970.

## Biographie
Chez les amateurs, Raymond Gay obtient de nombreuses victoires sur des courses régionales. Il remporte notamment le Grand Prix de Cours-la-Ville en 1966 ou Annemasse-Bellegarde et retour en 1968. Après ces performances, il évolue chez les professionnels en 1970 et en 1971 dans l'équipe Peugeot-BP-Michelin,.

## Palmarès
- 1966
  - Grand Prix de Cours-la-Ville
  - Prix de l'EETAT
  - 1re étape du Tour des Combrailles
  - 2e du Critérium de La Machine
  - 3e du Grand Prix de Vougy
- 1967
  - Ronde du Carnaval
  - Grand Prix de Vougy
  - Circuit du Cantal
- 1968
  - Annemasse-Bellegarde et retour
  - 3e étape du Tour Nivernais Morvan
  - Critérium de La Machine